# ジェイムズ・トマス・リン

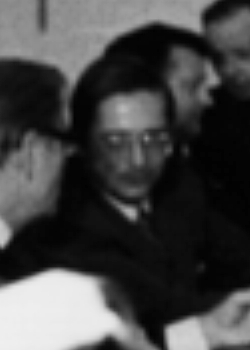
ジェイムズ・トマス・リン

ジェイムズ・トマス・リン（James Thomas Lynn, 1927年2月27日 -　2010年12月6日）は、アメリカ合衆国の政治家。共和党に所属し、1973年から1975年まで第4代住宅都市開発長官を務めた。

## 生涯
オハイオ州クリーブランドにおいて誕生した。父親はフレデリック・ロバート・リン (Frederick Robert Lynn)、母親はドロシア・エステル・ピーターセン (Dorthea Estelle Lynn) であった。1948年、リンはウェスタンリザーブ大学を首席で卒業し、1951年にハーバード大学法科大学院を優等で修了した。リンはハーバードにおいて、法律評論誌ハーバード・ロー・レビューの判例編集委員を務めた。
リンはクリーブランド最大の法律事務所ジョーンズ・デイ・コックリー・アンド・レヴィスに就職し、1960年に共同出資者の1人となった。リンは1969年に法律事務所を離れ、商務省の法務顧問となった。1971年、リンは商務次官に起用された。
1973年、リンはリチャード・ニクソン政権において住宅都市開発長官に就任し、1975年まで務めた。リンはジェラルド・フォード政権において、1975年から1977年まで行政管理予算局長を務めた。リンは1970年代に医療保険会社エトナで理事となり、1980年代に社長、そして会長に就任した。
リンは1979年に共和党全国委員会法務顧問を務め、1980年代初めにジェイムズ・S・ブレイディ大統領財団の理事長を務めた。リンは1990年代に科学技術経済政策委員会委員を務め、また製薬会社ファイザー理事、自動車会社TRW理事も務めた。